# Sergio
Sergio ist ein männlicher Vorname etruskisch-lateinischer Herkunft, von Sergius abgeleitet, in Osteuropa als Sergei gebräuchlich. Er ist besonders in Italien und in den spanischsprachigen Ländern verbreitet. In den französischsprachigen Ländern kennt man die Variante Serge, auf Katalanisch lautet der Name Sergi. Für den portugiesischen Vornamen siehe Sérgio.

## Namensträger
- Sergio Aido (* 1988), spanischer Pokerspieler
- Sergio Allievi (* 1964), deutscher Fußballspieler
- Sergio Antonio del Rio (* 1956), Pianist, Komponist, Klavierpädagoge
- Sergio Aragonés (* 1937), spanischer Cartoonist
- Sergio Barbanti (* 1957), italienischer Diplomat
- Sergio Bertoni (1915–1995), italienischer Fußballspieler und -trainer
- Sergio Bonelli (1932–2011), italienischer Comicautor und Verleger
- Sergio Brio (* 1956), italienischer Fußballspieler und -trainer
- Sergio Castellitto (* 1953), italienischer Schauspieler
- Sergio Corbucci (1927–1990), italienischer Filmregisseur
- Sergio Enrique Villarreal (* 1969), mexikanischer Drogenhändler
- Sergio Fiorentino (1927–1998), italienischer Pianist
- Sergio Floccari (* 1981), italienischer Fußballspieler
- Sergio Gadea (* 1984), spanischer Motorradrennfahrer
- Sergio Galdós (* 1990), peruanischer Tennisspieler
- Sergio García (Fußballspieler) (* 1983), spanischer Fußballspieler
- Sergio García (Golfspieler) (* 1980), spanischer Golfspieler
- Sergio García (Schwimmer) (* 1989), spanischer Schwimmer
- Sergio García (Rennfahrer) (* 2003), spanischer Motorradrennfahrer
- Sergio Giral (1937–2024), kubanischer Filmregisseur
- Sergio Gómez (Fußballspieler, 2000) (* 2000), spanischer Fußballspieler
- Sergio Gonella (1933–2018), italienischer Fußballschiedsrichter
- Sergio González Soriano (* 1976), spanischer Fußballspieler und -trainer
- Sergio Goretti (1929–2012), Bischof von Assisi-Nocera Umbra-Gualdo Tadino
- Sergio Gori (1946–2023), italienischer Fußballspieler
- Sergio Graziani (1930–2018), italienischer Schauspieler und Synchronsprecher
- Sergio Henao (* 1987), kolumbianischer Radrennfahrer
- Sergio Lafuente (* 1966), uruguayischer Gewichtheber und Rallyefahrer
- Sergio Leone (1929–1989), italienischer Filmregisseur
- Sergio López (Fußballspieler, 1999) (* 1999), spanisch-deutscher Fußballspieler
- Sergio Marchant (1961–2020), chilenischer Fußballspieler
- Sergio Marchionne (1952–2018), italienisch-kanadischer Manager
- Sergio Martini (* 1949), italienischer Bergsteiger
- Sergio Martino (* 1938), italienischer Filmregisseur
- Sergio Mattarella (* 1941), italienischer Politiker und Staatspräsident
- Sergio Olguín (* 1967), argentinischer Schriftsteller
- Sergio Ortega (1938–2003), chilenischer Komponist und Pianist
- Sergio Osmeña (1878–1961), philippinischer Politiker
- Sergio Pedretti (* 1931; Pseudonym Kim), italienischer Automobilrennfahrer
- Sergio Pérez (* 1990), mexikanischer Automobilrennfahrer
- Sergio Pianezzola (* 1970), italienischer Automobilrennfahrer
- Sergio Pininfarina (1926–2012), italienischer Industrie-Designer
- Sergio Pacheco (Fußballspieler, 1950) (* 1950), chilenischer Fußballspieler
- Sergio Pacheco (Fußballspieler, 1965) (* 1965), mexikanischer Fußballspieler und -trainer
- Sergio Pacheco Otero (* 1934), mexikanischer Fußballspieler
- Sergio Ramos (* 1986), spanischer Fußballspieler
- Sérgio Ribeiro (Radsportler) (* 1980), portugiesischer Radrennfahrer
- Sergio Rico (* 1993), spanischer Fußballtorhüter
- Sergio Rubino (1948–2021), italienischer Keramikkünstler, Maler und Bildhauer
- Sérgio Santos (Sänger) (* 1956), brasilianischer Sänger
- Sérgio Santos (Volleyballspieler) (* 1975), brasilianischer Volleyballspieler
- Sergio Santos (Fußballspieler, 2001) (Sergio Santos Fernández; * 2001), spanischer Fußballspieler
- Sérgio Cláudio dos Santos (Serginho; * 1971), brasilianischer Fußballspieler
- Sergio Sollima (1921–2015), italienischer Drehbuchautor und Filmregisseur
- Sergio Sylvestre (* 1990), US-amerikanischer Sänger
- Sergio Tacchini (* 1938), italienischer Tennisspieler
- Sergio Tarquinio (* 1925), italienischer Comiczeichner
- Sergio Toppi (1932–2012), italienischer Comiczeichner und Illustrator
- Sergio Volpi (* 1974), italienischer Fußballspieler